# Moyra Hiscox
Moyra Eileen „Molly” Hiscox po mężu Jones (ur. 21 kwietnia lub 21 listopada 1937) – brytyjska lekkoatletka, sprinterka, medalistka mistrzostw Europy z 1958.
2 sierpnia 1958 w Londynie ustanowiła rekord świata w biegu na 440 jardów czasem 55,6 s. Jako reprezentantka Anglii odpadła w półfinale biegu na 220 jardów na Igrzyskach Imperium Brytyjskiego i Wspólnoty Brytyjskiej w 1958 w Cardiff.
Zdobyła brązowy medal w biegu na 400 metrów na mistrzostwach Europy w 1958 w Sztokholmie, przegrywając jedynie z zawodniczkami radzieckimi Mariją Itkiną i Jekatieriną Parluk.
Dwukrotnie poprawiała rekord Wielkiej Brytanii w biegu na 400 metrów do wyniku 54,0 s, osiągniętego 12 września 1959 w Helsinkach.